# Любіхово (гміна)
Гміна Любіхово (пол. Gmina Lubichowo) — сільська гміна у північній Польщі. Належить до Староґардського повіту Поморського воєводства.
Станом на 31 грудня 2011 у гміні проживало 6191 особа.

## Територія
Згідно з даними за 2007 рік площа гміни становила 161.01 км², у тому числі:
- орні землі: 34.00%
- ліси: 57.00%

Таким чином, площа гміни становить 11.97% площі повіту.

## Населення
Станом на 31 грудня 2011:
| Опис     | Загалом | Загалом | Чоловіки | Чоловіки | Жінки | Жінки |
| -------- | ------- | ------- | -------- | -------- | ----- | ----- |
| одиниця  | осіб    | %       | осіб     | %        | осіб  | %     |
| все      | 6191    | 100     | 3108     | 50.20    | 3083  | 49.80 |
| міське   | 0       | 100     | 0        |          | 0     |       |
| сільське | 6191    | 100     | 3108     | 50.20    | 3083  | 49.80 |

## Сусідні гміни
Гміна Любіхово межує з такими гмінами: Бобово, Зблево, Каліська, Осек, Осечна, Скурч, Староґард-Ґданський.